# 畦

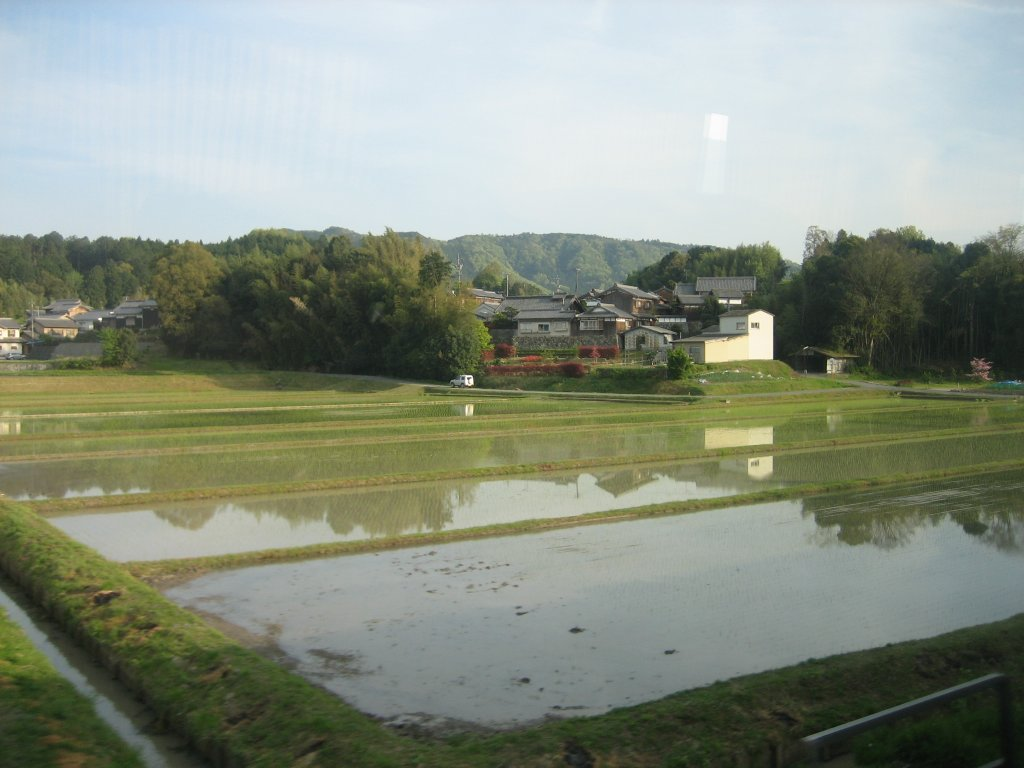
水田の周りに畦道が見える。

畦（あぜ）は、稲作農業において、水田と水田の境に水田の中の泥土を盛って、水が外に漏れないようにしたものである。畦は、水田の区画を成すと同時に、泥土のきめ細かさによって水漏れを防ぐ方法でもある。畦畔（けいはん）や泥畦とも言われ、稲作の工程には、水を張る前に毎年修理を行う「畦作り」または「畦塗り」があり、「畦塗り機」も使われる。水田を回る際の道としての役割も持っているもののことを、畦道（あぜみち）、畷（なわて、縄手とも）という。

## 概要

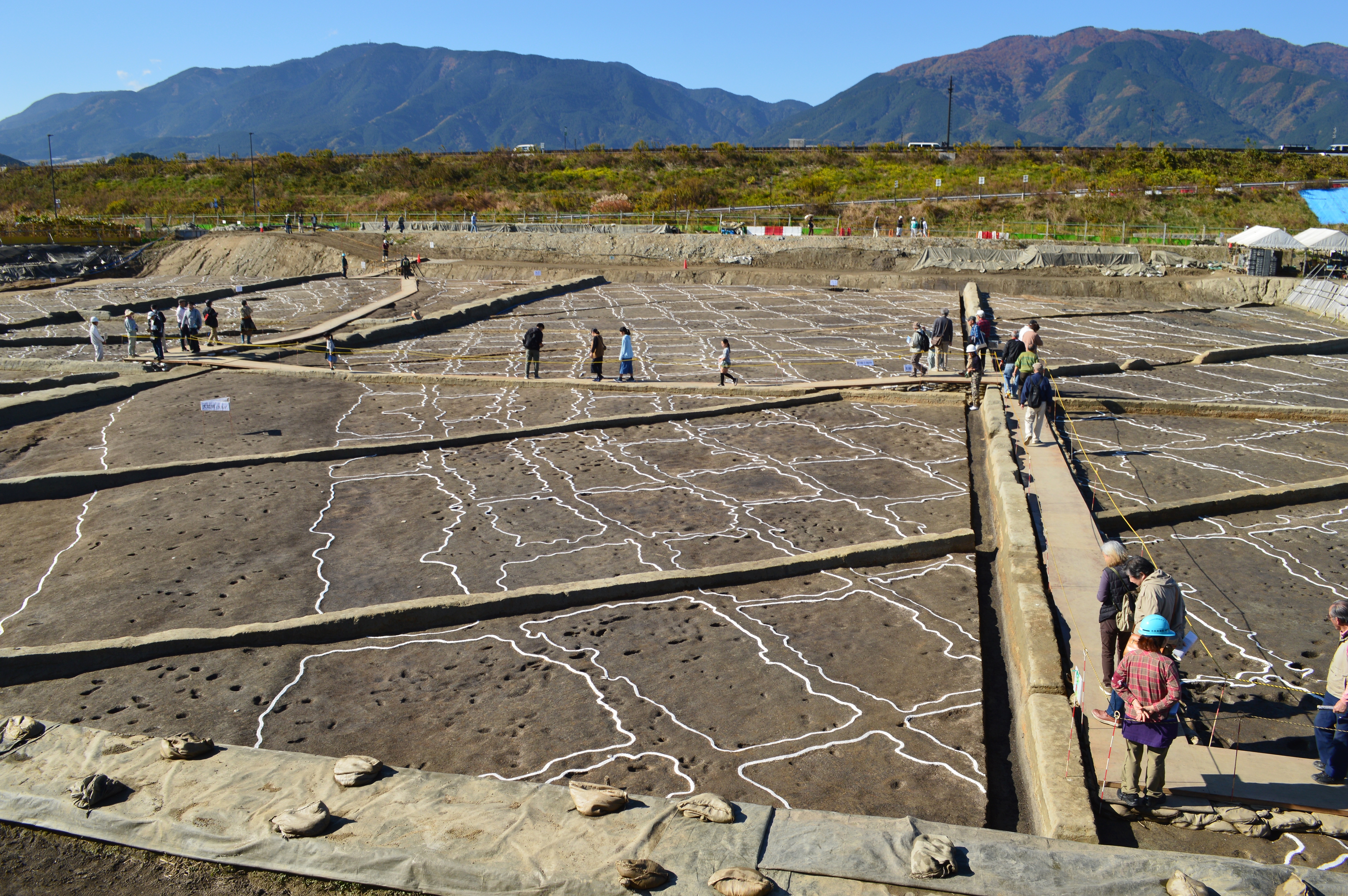
弥生時代前期の小区画水田遺構の畦中西遺跡（奈良県御所市）における2019年（令和元年）11月の発掘調査時。白線で畦の輪郭が示されている。大畦畔（画像左端：手前から奥方向）の区画内（右側）において、幹線小畦畔（手前から奥方向）・支線小畦畔（左右方向）で水田群が区画される。

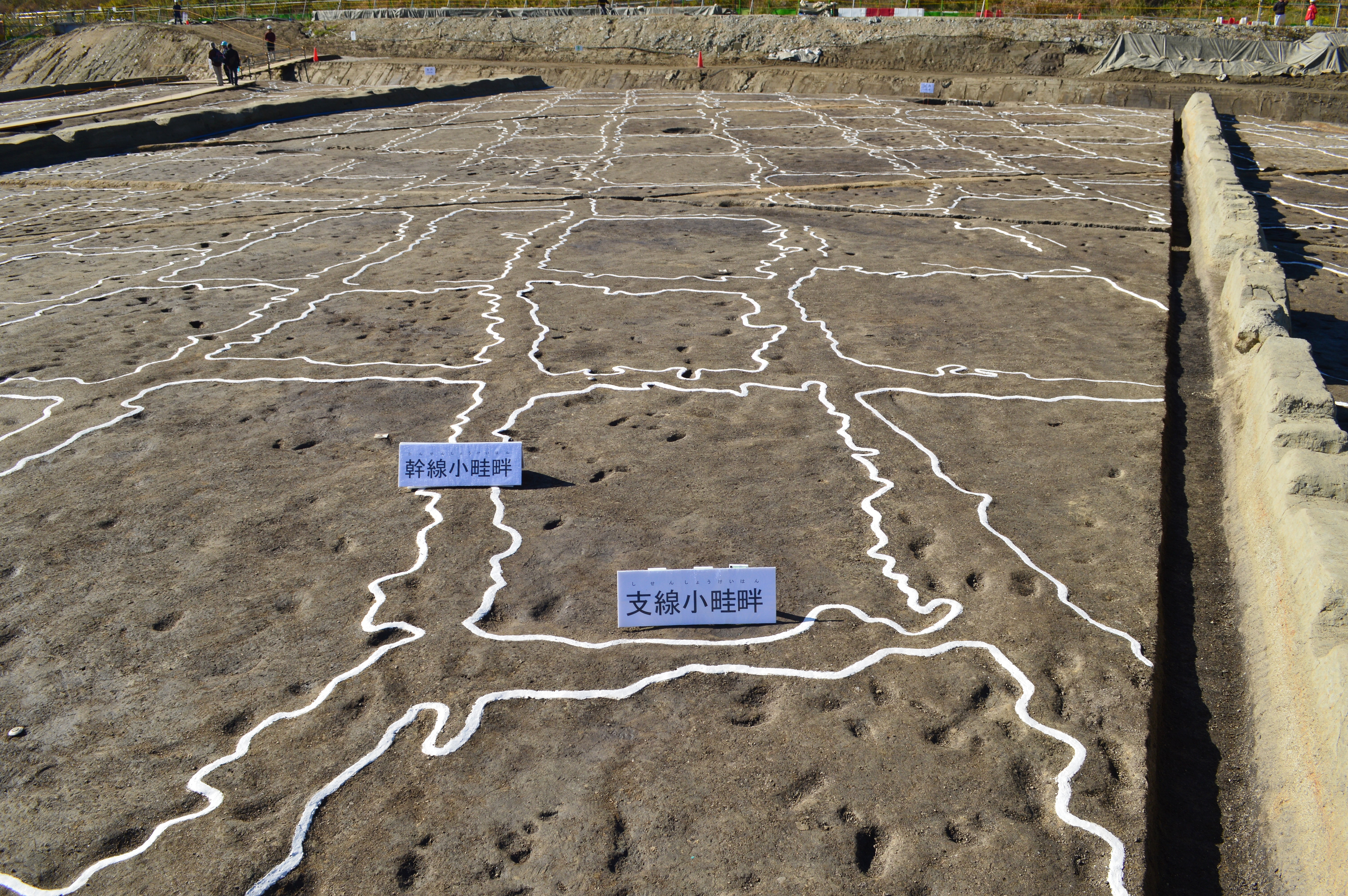
同上。1つの水田は幹線小畦畔（手前から奥方向）・支線小畦畔（左右方向）で区画される。水田内には当時の足跡も認められる。

畦を持つ水田は、日本列島に稲作文化が伝来し、本格的に水稲耕作が始まった弥生時代前期には既に造られ始めていた。当時の田畦は、畦道と堤の機能を兼ねた大畦畔に囲まれた中に、1辺が最小で2・3メートル規模の多数の小畦畔が整然と並ぶ「小区画水田」と呼ばれる形態のものが主流で、弥生時代から古墳時代にかけて全国的に造られた。
畦の両側の地主が異なる場合、その境界に畦畔を設ける事によって区切られる場合が多い。地域や高低差にもよるが、高低差が少ない場合には畦畔の中心、高低差が大きい場合には低い方の田んぼ側の法尻あるいは水張ラインに設定されることがある。後者の場合、低い方の田んぼの管理用に管理畦畔と呼ばれる小さな畦を主たる畦にかぶせる形で設けることが多い。イネの収穫から春の農作業開始までの間に畦が崩れ、冬に枯れる草だけでは境界が曖昧となるのを防ぐため、木陰を作らない程度の低い潅木を植え、これを境界の目印とすることもある。
田んぼの脇に流れる開水路との間に設けられる畦は、溝畔と呼ばれ区別されることがある。水路は公共の土地であることが多く、地境は田んぼ側の法尻あるいは法尻あるいは水張ラインに設定されることがある。
畦の形状や寸法には、近現代の工事によって設けられた畦畔を除いては定型がなく、その寸法も地域や土質によって様々である。ほ場整備によって新たに築かれる畦の場合、天端幅はおおむね300mmから600mm程度で、高さが1m未満の法面では勾配を縦1:横1（45度）とすることがある。両田んぼの高低差が大きくなる場合、法面の安定や草刈りなどを行うために、法面勾配を1:1.5や1:2.0としたり、途中に小段と呼ばれる水平面を設ける事がある。畦は基本的に水密性を保つ必要があるため、泥土をある程度乾燥させてから突き固め、地山状態としてから切り崩すことによって整形されることが多い。
畦や畦道は基本的には私有地であり、また天端幅は基本的に狭く、人が乗ることで畦を壊したり水田に落ちることがあるので、地主や耕作者以外の者が正当な理由なく勝手に立ち入ることは避けるべきである。畦道と言われるものは幅が広く、私的な「畦」兼農作業のための通路または私的な農道と考えてよい場合がある。ただし、畦道の中には里道であったものも含まれる。
畦道や人が通れない単なる畦の場合でも、古来から細い狭い面積の土地ではあるが、枝豆などその土地に合った農作物を植え、僅かな収穫でも得ようとしている場合もあり、有効利用されている。畝一本分の貴重な耕作地ともみなせる。畦は稲作文化発祥以来のものであり、また、私有地として様々な使われ方があり、狭いながらも貴重な土地としてその利用は工夫次第である。 
排水の条件や土質によっては、泥土を盛り上げ突き固めただけでは畦としての機能を十分に果たせない場合がある。土を入れ換えたり排水設備を整備することによって根本的に改善することが望ましいが、水密性を保つためにコストを抑えて対処する場合、塩化ビニールなどで作られた畦シートと呼ばれる幅250mmから400mm程度の波板あるいは平滑な板を、畦の中に埋め込んだり、法面部分に沿わせたりすることで機能を補助することがある。また強度が不足する場合には、石を積み上げる、瓦を法面に這わせる、コンクリート製二次製品の畦ブロックや柵板で土を抑える等の手法が用いられることもある。

## カメムシと畔の管理
斑点米の原因となるカメムシは、田の畔や周辺に生えるメヒシバやエノコログサ、イヌビエなどのイネ科の雑草に生息する。このため、カメムシの生息地では、殺虫剤の使用と併せて刈り払い機を利用した畔の除草が行われる。